# Plukenetia africana
Plukenetia africana Sond. – gatunek rośliny z rodziny wilczomleczowatych (Euphorbiaceae Juss.). Występuje naturalnie w Zambii, Zimbabwe, Mozambiku, Botswanie, Angoli, Namibii oraz Południowej Afryce (w prowincji Mpumalanga). 

## Morfologia
PokrójBylina lub półkrzew dorastający do 80 cm wysokości. Pędy są wyprostowane, wzniesione lub pnące. Starsze gałęzie są zdrewniałe.
LiścieUlistnienie jest naprzemianległe lub naprzeciwległe. Mają kształt od lancetowatego do równowąskiego. Mierzą 1,5–12 cm długości. Najczęściej są nagie, czasami zabarwione na fioletowo. Blaszka liściowa jest drobno ząbkowana lub niemal całobrzega, często o oszczepowatej lub strzałkowatej nasadzie. Ogonek liściowy osiąga 1–25 mm długości.
KwiatyZebrane w grona o długości 1–10 cm, rozwijają się naprzeciwlegle do liści. Kwiaty są jednopłciowe – z licznymi kwiatami męskimi oraz kwiatami żeńskimi u podstawy kwiatostanów. Mają zielonkawo-kremową lub żółtawą barwę. Podsadki występują przy każdy kwiecie, mają wąsko eliptycznie lancetowaty kształt i mierzą 1,5–2,5 mm długości.
OwocePrzybierają kształt krzyża, mają zieloną barwę, osiągają 1,5–2 cm średnicy, nieco omszone. Osadzone są na szypułkach dorastających do 1–2 cm.

## Biologia i ekologia
Rośnie w lasach liściastych zrzucających liście na okres suchy oraz w buszu. Preferuje gleby suche i piaszczyste. Występuje na wysokości 950–1100 m n.p.m.